# Sankt Nikolai im Sausal

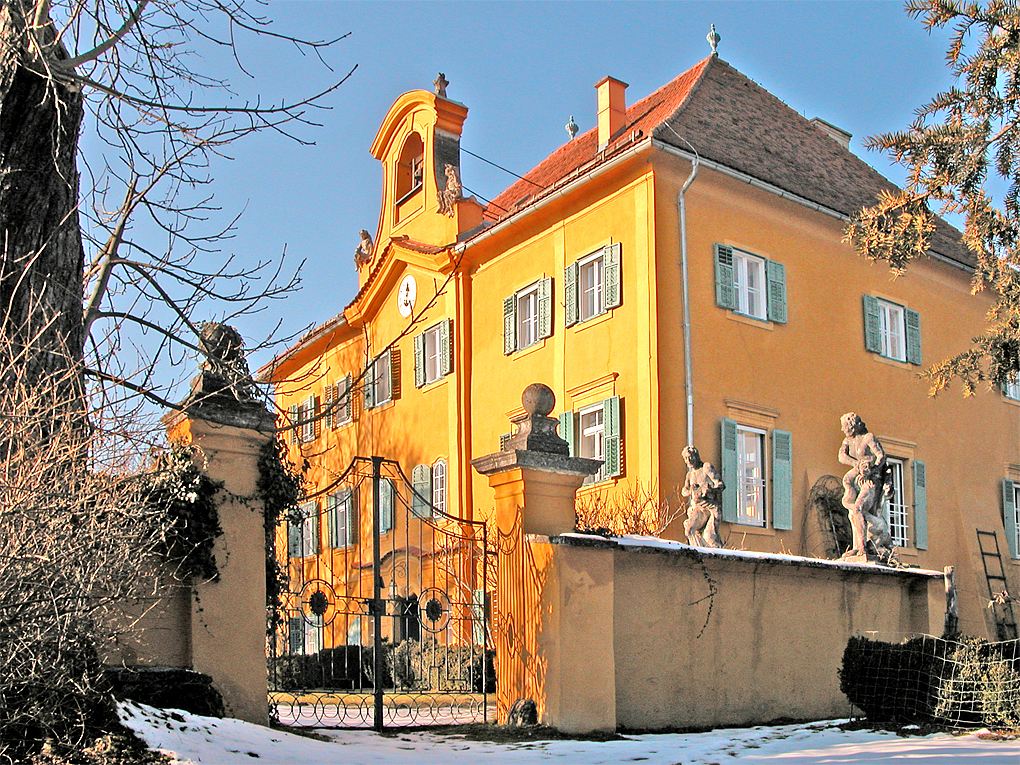
Schloss Flamhof

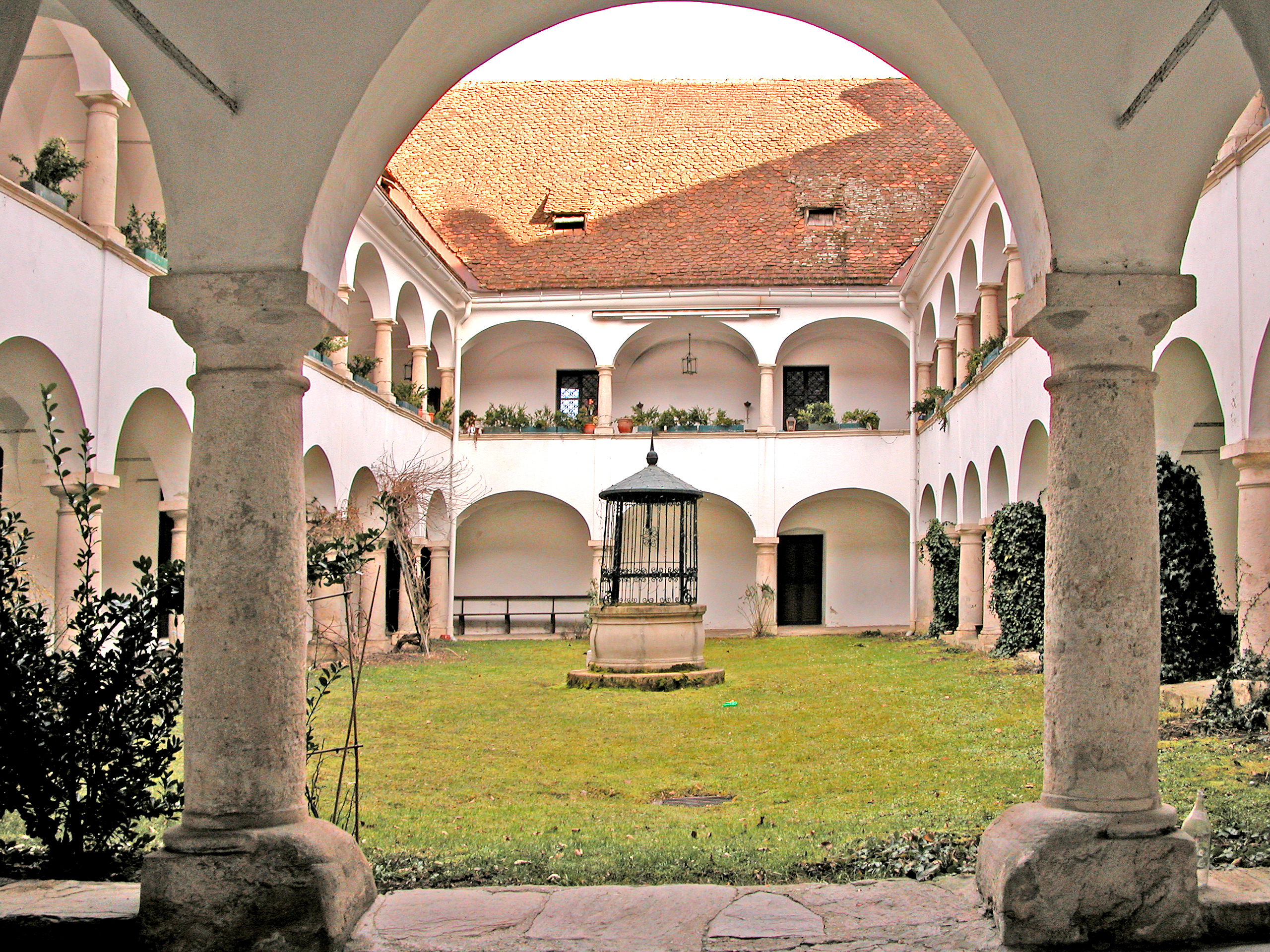
Schloss Waldschach Baumeister Franz Isidor Carlone 1663

Sankt Nikolai im Sausal ist eine Marktgemeinde mit 2336 Einwohnern (Stand 1. Jänner 2024) im österreichischen Bundesland Steiermark.

## Geographie
Sankt Nikolai im Sausal liegt im Bezirk Leibnitz und zählt zu den Hauptorten in der Region Sausal.

### Katastralgemeinden und Ortschaften
Die Gemeinde setzt sich aus zehn Katastralgemeinden und elf Ortschaften zusammen (Fläche Stand 31. Dezember 2023, Einwohner Stand 1. Jänner 2024):
| Katastralgemeinden | Ortschaften |
| --- | --- |
| - Flamberg (331,84 ha) - Grötsch (309,32 ha) - Lamperstätten (302,52 ha) - Mitteregg (227,57 ha) - Mollitsch (127,94 ha) - Oberjahring (210,17 ha) - Petzles (228,23 ha) - St. Nikolai im Sausal (402,89 ha) - Unterjahring (209,81 ha) - Waldschach (268,08 ha) | - Flamberg (319) - Greith (30) - Grötsch (185) - Lamperstätten (411) - Mitteregg (119) - Mollitsch (77) - Oberjahring (192) - Petzles (138) - Sankt Nikolai im Sausal (318) - Unterjahring (101) - Waldschach (446) |

### Nachbargemeinden
Zwei der sieben Nachbargemeinden liegen im Bezirk Deutschlandsberg (DL).
| Preding (DL)         | Hengsberg                                   | Lang       |
| Wettmannstätten (DL) | Kompassrose, die auf Nachbargemeinden zeigt |            |
| St. Andrä-Höch       | Kitzeck                                     | Tillmitsch |

## Geschichte
Die Ortsgemeinde als autonome Körperschaft entstand 1850.
Nach dem Anschluss Österreichs 1938 an das Deutsche Reich kam die Gemeinde zum Reichsgau Steiermark. 1945 bis 1955 war sie Teil der britischen Besatzungszone in Österreich.

### Gemeindezusammenlegungen
Am 1. Jänner 1962 wurden die bis dahin selbständigen Gemeinden Flamberg, Grötsch, Mitteregg, Oberjahring und Waldschach nach Sankt Nikolai im Sausal eingemeindet.

### Einwohnerentwicklung
| Sankt Nikolai im Sausal: Einwohnerzahlen von 1869 bis 2024 | Sankt Nikolai im Sausal: Einwohnerzahlen von 1869 bis 2024 | Sankt Nikolai im Sausal: Einwohnerzahlen von 1869 bis 2024 | Sankt Nikolai im Sausal: Einwohnerzahlen von 1869 bis 2024 | Sankt Nikolai im Sausal: Einwohnerzahlen von 1869 bis 2024 |
| ---------------------------------------------------------- | ---------------------------------------------------------- | ---------------------------------------------------------- | ---------------------------------------------------------- | ---------------------------------------------------------- |
| Jahr                                                       |                                                            |                                                            |                                                            | Einwohner                                                  |
| 1869                                                       | 1869                                                       |                                                            | 2.691                                                      | 2.691                                                      |
| 1880                                                       | 1880                                                       |                                                            | 2.606                                                      | 2.606                                                      |
| 1890                                                       | 1890                                                       |                                                            | 2.543                                                      | 2.543                                                      |
| 1900                                                       | 1900                                                       |                                                            | 2.419                                                      | 2.419                                                      |
| 1910                                                       | 1910                                                       |                                                            | 2.430                                                      | 2.430                                                      |
| 1923                                                       | 1923                                                       |                                                            | 2.361                                                      | 2.361                                                      |
| 1934                                                       | 1934                                                       |                                                            | 2.390                                                      | 2.390                                                      |
| 1939                                                       | 1939                                                       |                                                            | 2.226                                                      | 2.226                                                      |
| 1951                                                       | 1951                                                       |                                                            | 2.290                                                      | 2.290                                                      |
| 1961                                                       | 1961                                                       |                                                            | 2.019                                                      | 2.019                                                      |
| 1971                                                       | 1971                                                       |                                                            | 2.041                                                      | 2.041                                                      |
| 1981                                                       | 1981                                                       |                                                            | 1.949                                                      | 1.949                                                      |
| 1991                                                       | 1991                                                       |                                                            | 1.963                                                      | 1.963                                                      |
| 2001                                                       | 2001                                                       |                                                            | 2.124                                                      | 2.124                                                      |
| 2011                                                       | 2011                                                       |                                                            | 2.217                                                      | 2.217                                                      |
| 2021                                                       | 2021                                                       |                                                            | 2.329                                                      | 2.329                                                      |
| 2024                                                       | 2024                                                       |                                                            | 2.336                                                      | 2.336                                                      |
| Quelle(n): Statistik Austria, Gebietsstand 1.1.2021        |                                                            |                                                            |                                                            |                                                            |

## Kultur und Sehenswürdigkeiten

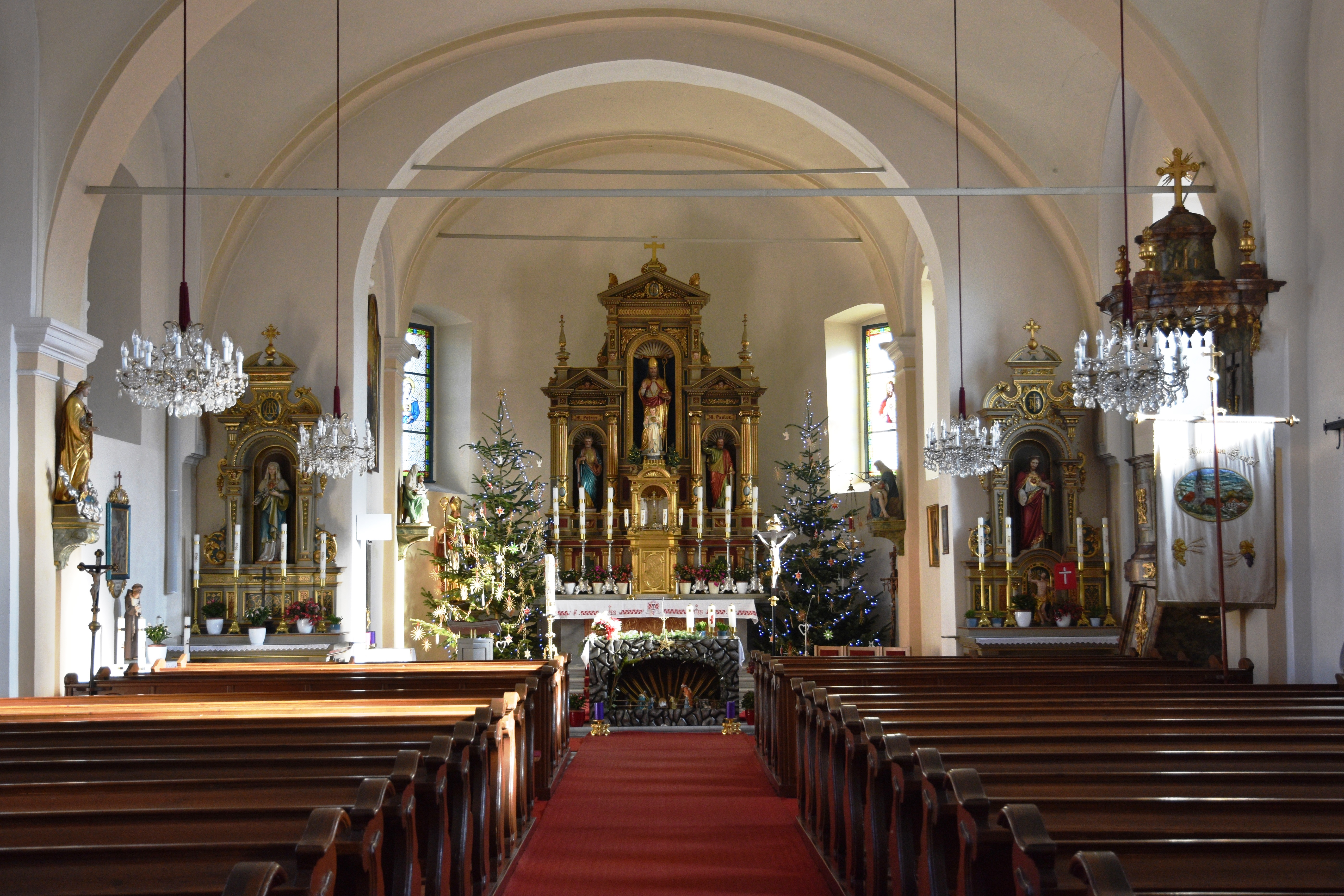
Innenansicht der Pfarrkirche St. Nikolai im Sausal

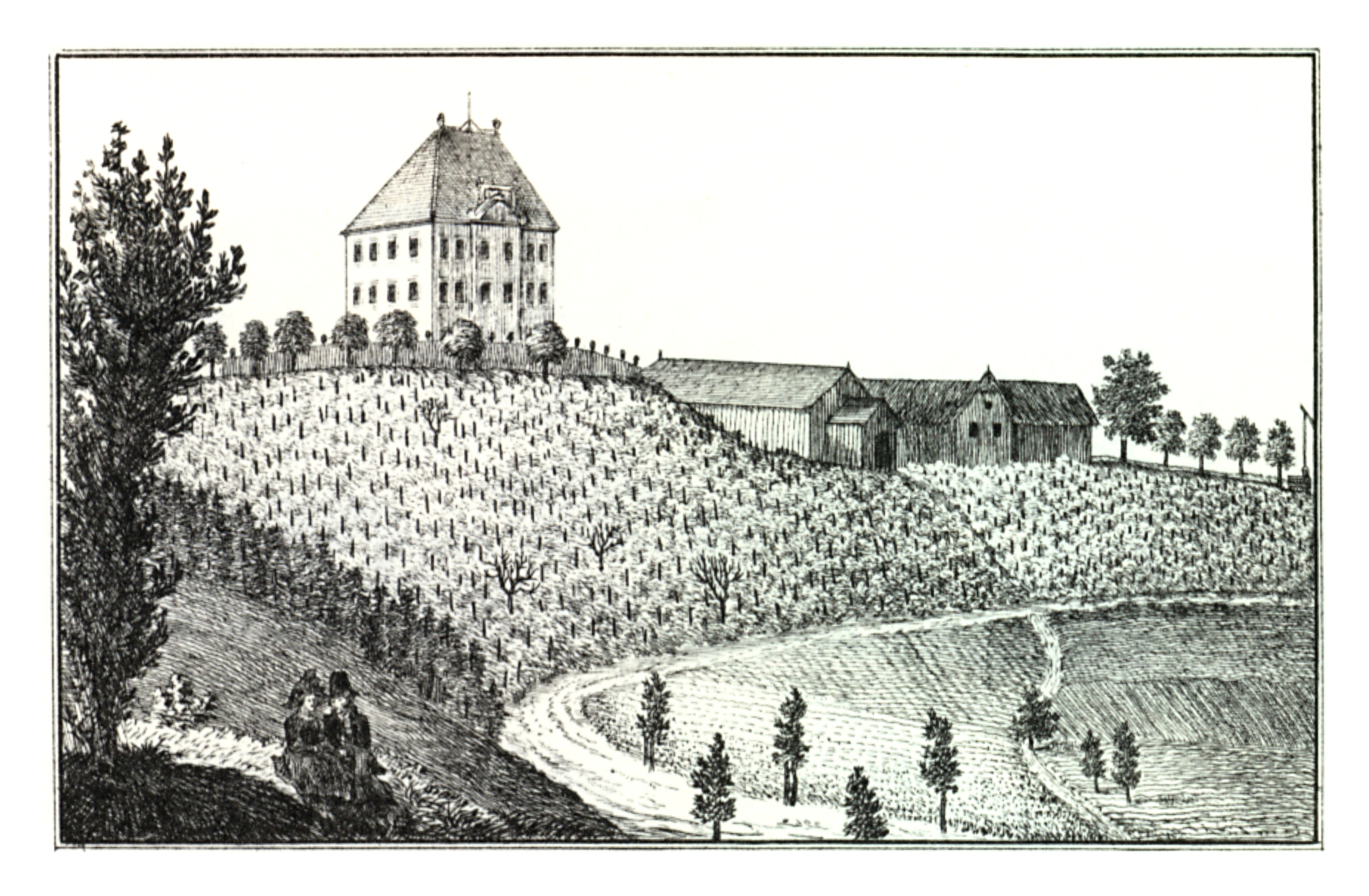
Der Flamhof um 1820, Lith. J.F. Kaiser

- Katholische Pfarrkirche St. Nikolai im Sausal

## Wirtschaft und Infrastruktur

### Tourismusverband
Die Gemeinde bildet gemeinsam mit Großklein, Heimschuh, Kitzeck im Sausal, St. Andrä-Höch, St. Johann im Saggautal, Gleinstätten und Tillmisch den Tourismusverband „Sulmtal Sausal – Südsteirisches Weinland“. Dessen Sitz ist in Kitzeck im Sausal.

## Politik

### Bürgermeister
Bürgermeister ist seit der konstituierenden Sitzung des Gemeinderats vom April 2015 Gerhard Hartinger (ÖVP). Hartinger trat damit die Nachfolge von Manfred Edelsbrunner (SPÖ) an, der erst am 30. Oktober 2014 vom Gemeinderat zum Nachfolger von Kurt Kada (SPÖ), der nahezu 25 Jahre lang der Gemeinde als Bürgermeister vorstand, gewählt wurde.
Dem Gemeindevorstand gehören weiters der Vizebürgermeister Karl Schweinzger (ÖVP) und der Gemeindekassier Manfred Edelsbrunner (SPÖ) an.

### Gemeinderat
Der Gemeinderat besteht aus 15 Mitgliedern. Nach dem Ergebnis der Gemeinderatswahl 2020 setzt sich dieser wie folgt zusammen:
- 11 Mandate ÖVP
- 2 Mandate Liste Nikolai/S.
- 1 Mandat SPÖ
- 1 Mandat FPÖ

| Partei           | 2020    | 2020  | 2020  | 2015  | 2015  | 2015  | 2010  | 2010  | 2010  | 2005  | 2005  | 2005  | 2000  | 2000  | 2000  |
| Partei           | Stimmen | %     | Mand. | St.   | %     | M.    | St.   | %     | M.    | St.   | %     | M.    | St.   | %     | M.    |
| ---------------- | ------- | ----- | ----- | ----- | ----- | ----- | ----- | ----- | ----- | ----- | ----- | ----- | ----- | ----- | ----- |
| ÖVP              | 928     | 72    | 11    | 828   | 55    | 9     | 641   | 44    | 7     | 544   | 38    | 6     | 456   | 54    | 5     |
| SPÖ              | 118     | 9     | 1     | 551   | 37    | 5     | 764   | 53    | 8     | 823   | 58    | 9     | 701   | 54    | 9     |
| FPÖ              | 79      | 6     | 1     | 120   | 08    | 1     | 048   | 03    | 0     | 051   | 04    | 0     | 145   | 11    | 1     |
| Liste Nikolai/S. | 163     | 13    | 2     |       |       |       |       |       |       |       |       |       |       |       |       |
| Wahlberechtigte  | 1.960   | 1.960 | 1.960 | 1.940 | 1.940 | 1.940 | 1.890 | 1.890 | 1.890 | 1.779 | 1.779 | 1.779 | 1.587 | 1.587 | 1.587 |
| Wahlbeteiligung  | 66 %    | 66 %  | 66 %  | 78 %  | 78 %  | 78 %  | 78 %  | 78 %  | 78 %  | 80 %  | 80 %  | 80 %  | 83 %  | 83 %  | 83 %  |

### Gemeindepartnerschaft
Zwischen St. Nikolai im Sausal und der  italienischen Gemeinde Loro Piceno (Provinz Macerata) besteht seit 23. August 1986 eine offizielle Partnerschaft. Diese geht auf den Zweiten Weltkrieg zurück, als der italienische Soldat Rinaldo Temmel in St. Nikolai im Sausal sesshaft wurde. Temmel ließ den Kontakt zu seiner Heimat nie abreißen und initiierte mit den damaligen Bürgermeistern Erwin Aistleitner und Mario Verdicchio diese Partnerschaft, die sich auf regen Sport-, Kultur-, Sprachen- und Freundschaftsaustausch bezieht. Anlässlich des 20-jährigen Jubiläums wurde im Park eine Skulptur der heimischen Künstlerin Karin Westreicher aufgestellt.

### Wappen
Die Verleihung des Gemeindewappens erfolgte am 13. November 1961 durch die Steiermärkische Landesregierung mit Wirkung vom 1. Dezember 1961.
Wappenbeschreibung:
„In von Rot und Silber gespaltenem Schild rechts drei goldene anstoßende Kugeln (1:2). Im linken, von Silber und Blau gespaltenen Feld zwei farbengewechselte Rauten.“
Die rechte Seite zeigt drei goldene, aneinander stoßende Kugeln in rotem Feld, die auf den Patron der Gemeinde, den Heiligen Nikolaus, hindeuten. Die Kugeln versinnbildlichen seine legendären Brote, die in der Wappenkunst als Kugeln dargestellt werden. Die geteilte linke Seite zeigt in jedem der beiden Felder jeweils eine Raute, die den Bezug zum Kloster Admont herstellt, da in einer Admonter Urkunde aus dem Jahr 1160 die Kirche St. Nikolai zu Admont gehörig genannt werden. Allerdings werden diese auf Anregung des Bundeskanzleramtes nicht in den originalen rot-silbernen, sondern in blau-silbernen Farben dargestellt.

## Ehrenbürger
- Kurt Kada – Kada war fast 25 Jahre Bürgermeister der Gemeinde[6]
- Peter Schachner-Blazizek – 1. Landeshauptmann-Stellvertreter a. D.
- Michael Gruber – Unternehmer
- Josef Strauß – Unternehmer
- Josef Konrad – Pfarrer von 1978 bis 2010
- 2000: Engelbert Zweidick († 2020) – Ehrenkapellmeister des Musikvereins (Kapellmeister von 1958 bis 2000)